# Höhner
De Höhner (« les poulets » en kölsch, API : /də ˈhøːnɵ/ ) sont un groupe de schlager de Cologne, en Allemagne.
Leur nom, qui veut dire « Les Poulets », vient du dialecte de Cologne, le kölsch, qui est aussi la langue utilisée dans leurs chansons.

## Membres du groupe

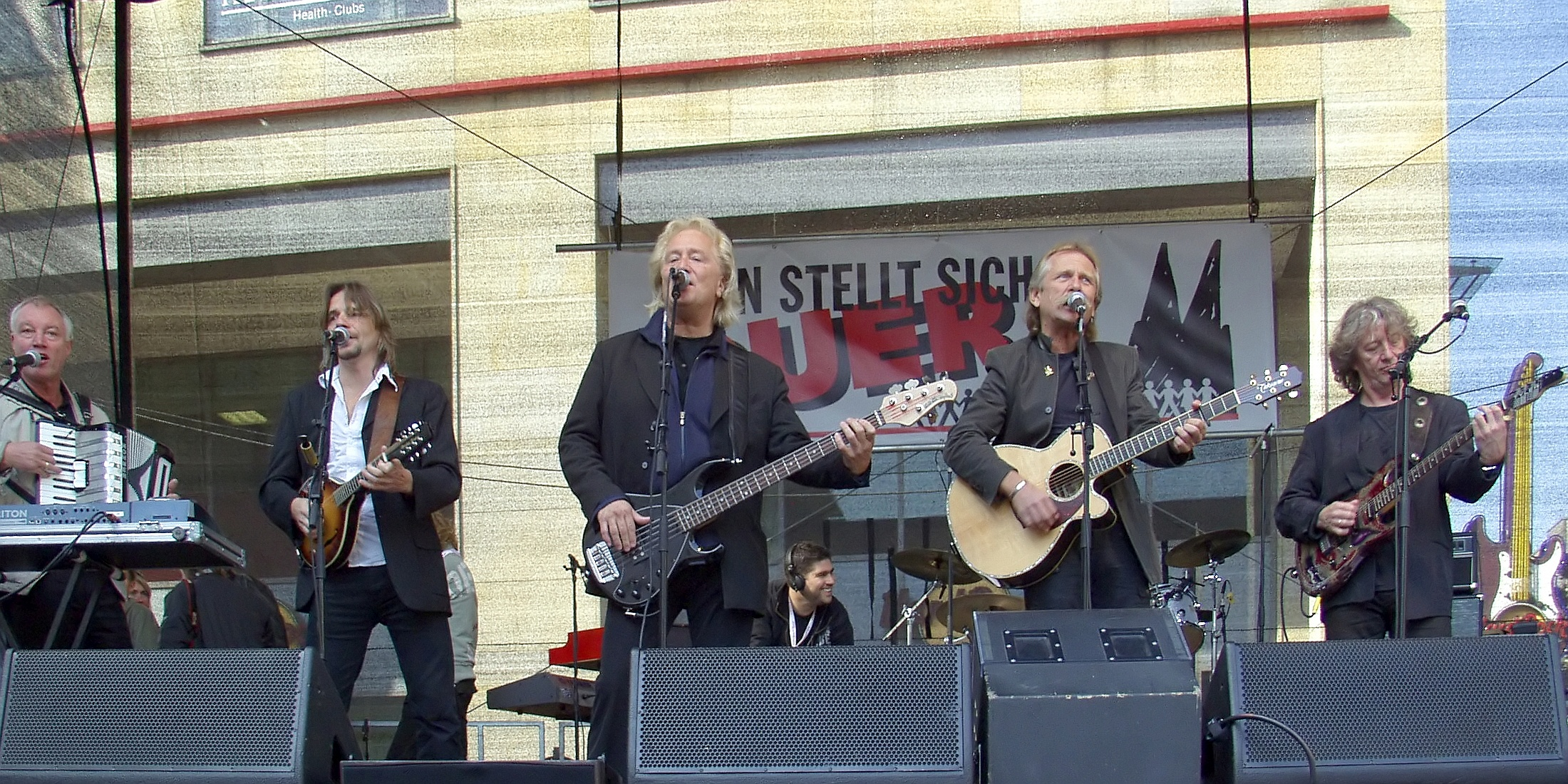
Höhner, 2008

- Henning Krautmacher (* 5 mars 1957 à Leverkusen (Schlebusch) : chant, guitare (membre depuis 1986, tête du groupe)
- Peter Werner (de) (* 3 novembre 1949 à Cologne (Lindenthal), de son vrai nom Peter Werner-Jates : trompette, accordéon, chant (membre fondateur)
- Janus Fröhlich (* 12 octobre 1950 à Cologne (Ehrenfeld), de son vrai nom Jan Peter Fröhlich : batterie, percussions, chant (membre fondateur)
- Hannes Schöner (* 24 juin 1953 à Cologne (Bickendorf), de son vrai nom Johannes Schulte-Ontrop : basse, chant (membre depuis 1990)
- Jens Streifling (de) (* 30 avril 1966 à Borna près de Leipzig) : clarinette, guitare, piano, saxophone, basse (membre depuis 2003)
- Ralle Rudnik (* 12 août 1959 à Duisbourg), de son vrai nom Ralf Rudnik : guitare (membre depuis 2000, mais musicien de studio depuis 1996).

Ralle Rudnik qui a souhaité produire des musiciens et faire une carrière solo a quitté le groupe et est remplacé par John Parsons depuis le mois de février 2009.

## Discographie

### Albums
- I well noh hus (1978)
- Verzäll doch noch ens (1979)
- Lang usjebröt, double LP (1979)
- Die größten Erfolge (1979)
- Clown (1980)
- Näl met Köpp (1981)
- Ich ben ne Räuber, LP (1982)
- Schlawiner (1983)
- Op Jöck (1984)
- Echte kölsche Ton (19??)
- Für dich (1987)
- Guck mal (1988)
- Wenn’s dir gut geht (1989)
- Leider gut (1990)
- 10 Johr Stimmung (1990)
- Kumm loss mer fierre – Live (1991)
- Höhner Aktuell (1992)
- Dat es ne jode Lade (1993)
- Dat fings do nor he … Höhner Classic (1993)
- Wartesaal der Träume (1994)
- Höhner Classic (1994)
- Ich ben ne Räuber CD (1995)
- Made In Kölle (1996)
- Weihnacht’ doheim un’ üvverall (1996)
- Fünfundzwanzig Jahre … Kult 2CD (1997)
- Best Of (25 Jahre) (1998)
- Die Karawane zieht weiter (1998)
- Classic Gold (1999)
- 2, 3, 4, (2001)
- Höhner Rockin’ Roncalli Show Rheinland des Lächelns, CD/DVD (2001)
- Die ersten 30 Jahre (2002)
- Classic Andante (2003)
- Viva Colonia (2004)
- Fröher Vol. 1 1983–1984 Schlawiner/Op Jöck, double CD (2005)
- Fröher Vol. 2 1987–1988 Für dich/Guck mal, double CD (2005)
- Fröher Vol. 3 1989–1990 Wenn’s dir gut geht/Leider gut, double CD (2005)
- Da simmer dabei! Die größten Partyhits (2005)
- 6:0 (2005)
- Here we go (2006)
- Höhner Live on Tour (2007)
- Da simmer dabei! Die größten Partyhits (Gold Edition) (2007)
- Wenn nicht jetzt, wann dann?, double CD (2007)
- Jetzt und Hier (nov. 2007)

### Singles
- Jrillparty / Et jeiht nix üvver Ostermann (1972)
- Höhnerhoff Rock / Ich liebe Dich wie Apfelmus (1976)
- Unsre Bock es Meister / Kater Blues (1978)
- Minge Dom, ich ben stolz op dich (1980)
- Dat Hätz vun dr Welt (1982)
- En Villa an dr Ville (1984)
- Ich han Trone in de Auge (1985)
- Pizza wundaba (1987)
- Kein Meer mehr da (1988)
- Küsschen (1990)
- Wartesaal der Träume (1994)
- Met Breef un Siejel (1996)
- Die Karawane zieht weiter (1998)
- Jetzt gehts los (1998)
- Mer ston zo dir FC Kölle (1998)
- Lenya (1999)
- Die längste Karnevalssingle der Welt (1999)
- Immer freundlich lächlen (2000)
- Dicke Mädchen haben schöne Namen (2001)
- Liebchen (2001)
- Sansibar (2001)
- Viva Colonia (2003)
- Viva Colonia (2003) (1.FC Köln Edition)
- Viva Colonia (2003) (Die Remixe)
- Alles was ich will (2004)
- Länger (2004)
- Ohne Dich geht es nicht (2005)
- Here We Go! (2006)
- Dä kölsche Pass (2007)
- Wenn nicht jetzt, wann dann? (2007) (chanson officielle du championnat du monde de handball masculin 2007)

### DVD
- Höhner Rockin’ Roncalli Show Rheinland des Lächelns, CD/DVD (2001)
- Höhner Rockin’ Roncalli Show Minsche Fiere Emotionen, DVD (2003)
- Höhner Rockin’ Roncalli Show SingSalaBim, DVD (2006)

## Publications
- Dodo Hey: Höhner – Das Buch. Bachem Verlag, Cologne, 2000,  (ISBN 3-7616-1443-8)